# Хьюстон, Вирджиния
Вирджиния Хьюстон (англ. Virginia Huston), имя при рождении Вирджиния Эллен Хьюстон (англ.  Virginia Ellen Houston; 24 апреля 1925 — 28 февраля 1981) — американская актриса, более всего известная ролями в фильмах конца 1940-х и начала 1950-х годов.
Среди наиболее известных её картин — фильмы нуар «Ноктюрн» (1946), «Из прошлого» (1947), «Путь фламинго» (1949), «Рэкет» (1951) и «Внезапный страх» (1952), приключенческий фильм «Тарзан в опасности» (1951) и фантастический фильм «Полёт на Марс» (1951).

## Ранние годы и начало карьеры
Вирджиния Эллен Хьюстон родилась в Уиснере, Небраска, в семье Маркуса М. Хьюстона и Агнес Кейн, которые перебрались из Иллинойса в Небраску в начале 1920-х годов. Вскоре после рождения Вирджинии семья переехала в Омаху, Небраска. Вирджиния была единственной дочерью и старшей из троих детей в семье. Её отец позднее занял руководящий пост в компании American Airlines.
С ранних лет Вирджиния стремилась стать актрисой, и в 5-летнем возрасте дебютировала в школьном спектакле «Елена Троянская». Мать, которая ничего не знала о готовящейся постановке, была поражена тем, что её дочь не только играла главную роль, но и смогла без запинки прочитать по памяти свой многостраничный текст. Во время учёбы в католической школе для девочек в Омахе Хьюстон дебютировала как профессиональная актриса, когда подруга попросила прочитать её текст на местном радио. После впечатляющей драматической подачи текста Вирджиния получила постоянную роль в популярной радиопрограмме «Вызываются все машины». Позднее она работала и в других радиопрограммах. Хьюстон стала брать уроки актёрского мастерства и играла в школьных спектаклях. Позднее она сыграла в нескольких спектаклях в престижном Городском театре Омахи (в этом театре когда-то играли Дороти Макгуайр и Генри Фонда).

## Карьера в кинематографе
В апреле 1945 года 20-летняя Хьюстон, намереваясь стать киноактрисой, вместе с матерью приехала в Голливуд, где стала обходить киностудии. Когда ей отказал сам Дэррил Занук, сославшись на её внешнее сходство с Джоан Фонтейн, Хьюстон почти сдалась. На её счастье в ночном клубе «Романофф» её увидел успешный агент Чарльз Фельдман. Хьюстон ему понравилась, и Фельдман стал её агентом. В том же году он организовал начинающей актрисе контракт на студии RKO Pictures, которой понравился её мелодичный голос. Несмотря на то, что RKO почти сразу же предложила ей контракт, Хьюстон вспоминала сами пробы почти как катастрофу: «Я никогда не забуду свои первые пробы перед камерой. С самого начала режиссёр сказал мне сыграть истерическую сцену, которая прошла очень хорошо. Затем он сказал мне подойти к столу и взять письмо. И я не могла сделать эту, казалось бы, простую вещь правильно. Мы пробовали эту сцену снова и снова. Наконец, у меня началась настоящая истерика. Затем режиссёр смилостивился, сказав, что у других были такие же проблемы. Другими словами, трудно изобразить то, что должно происходить естественным путём» .
По информации историка кино Карен Барроуз Хэннсберри, Хьюстон дебютировала на экране на студии RKO в мелодраме «Начиная с этого дня» (1946), «глупом фильме с Джоан Фонтейн в главной роли, который стал кассовым хитом, несмотря на разгром со стороны критиков». В том же году Хьюстон появилась в эпизодической роли в «скучном мюзикле военного времени „Бамбуковая блондинка“ (1946) с Фрэнсис Лангфорд в главной роли». Однако после этих двух кратких появлений на экране Хьюстон наконец получила заметную роль в низкобюджетном, но качественно сделанном фильме нуар «Ноктюрн»(1947) . Герой этой картины детектив Джо Уорн (Джордж Рафт) при расследовании предполагаемого самоубийства популярного голливудского композитора выясняет, что у жертвы было много любовниц, которых тот менял после очередного бурного романа. Вскоре внимание Уорна сосредотачивается на актрисе Фрэнсис Рэнсом (Линн Бари), а также её сестре Кэрол Пейдж (Хьюстон), которая работает певицей в ночном клубе. После серии событий подозрение Джо падает на Кэрол, которая была у композитора в день убийства. Кэрол признаёт, что это она, а не Фрэнсис, имела отношения с жертвой, но отрицает, что его убивала: «Может быть, я и должна была его убить. Может быть, если бы у меня было оружие. Но я не убивала. Я думала, вы слышали, что он застрелился», — добавляет она саркастически. Перед самым арестом Кэрол пианист клуба сознаётся, что он её муж, и это он из ревности убил композитора, а затем, чтобы скрыть улики, убил свидетеля, а также покушался на жизнь Фрэнсис. После выхода фильма на экраны журнал Variety дал ему высокую оценку, отметив его «суровую атмосферу, множество экшна и саспенса». Рецензент журнала также обратил внимание на игру Хьюстон, написав, что она «интересна в роли певицы и сестры мисс Бари». По словам современного историка кино Фрэнка Миллера, фильм «добился неожиданного успеха, заработав более полумиллиона долларов», что было достигнуто «благодаря атмосферной и мрачной режиссуре, мастерству продюсера и группе крепких актёров категории В». Историк кино и биограф Хьюстон Стела Стар отметила, что в этой картине Хьюстон «установила прототип для большинства своих будущих ролей. Если Линн Бари была тёмной и опасной роковой женщиной, то Вирджиния была хорошей девушкой-блондинкой. Мягкая манера Вирджинии идеально попала в тональность её роли».
Ещё большего успеха добился следующий фильм Хьюстон «Из прошлого» (1947), в котором Хьюстон «была хорошей подружкой Роберта Митчема». В этой картине Митчем играет бывшего частного детектива Джеффа Бейли, который после серии сложных интриг и убийств вынужден скрываться в отдалённом маленьком городке, где в него влюбляется положительная местная девушка Энн (Хьюстон). Когда гангстеры выходят на след Джеффа, он вынужден рассказать подружке о своём прошлом. В финале картины, когда Джефф гибнет от рук роковой женщины Кэти Моффат (Джейн Грир), Энн обращается с вопросом к маленькому глухому мальчику Димми, который был близким другом её погибшего возлюбленного: «Ты можешь мне сказать. Ты знал его лучше меня. Он с ней убегал? Я должна знать». Понимая, что Энн навсегда останется в своём прошлом, если узнает правду, Джимми мудро обманывает её, давая понять, что Джефф действительно собирался сбежать вместе с Кэти. Эти слова помогают Энн отказаться от навязчивой привязанности к любимому человеку и начать новую жизнь без него. По словам Хэннсберри, «чувственная, преданная Энн в этой картине была диаметральной противоположностью холодной и смертельно опасной Кэти». После выхода картины кинообозреватель «Нью-Йорк Таймс» Босли Краузер написал, что наряду с другими актёрами второго плана «Вирджиния Хьюстон выразительно сыграла свою роль». Позднее авторитетный современный кинокритик Роджер Эберт выразил общее мнение, что «сегодня „Из прошлого“ считается одним из самых выдающихся фильмов нуар в истории», а Стар отметила, что в этой картине Хьюстон «сыграла свою самую большую по экранному времени роль, и это самый известный её фильм. И хотя Вирджинию затмила Джейн Грир, которая была абсолютно первоклассна в роли роковой женщины Кэти Моффат, карьера Хьюстон была бы значительно беднее, если бы не эта роль».
Как пишет Хэннсберри, к этому моменту уже многие обозреватели обратили внимание на поразительное сходство Хьюстон с двумя знаменитыми актрисами Голливуда — с Джоан Фонтейн, а также с недавно погибшей Кэрол Ломбард, но Хьюстон принимала эти сравнения спокойно: «Это, вероятно, из-за моей причёски, и потому я не беспокоюсь, хотя все говорят, мне надо разработать свой особенный индивидуальный образ. Но как это сделать? Голливудский обычай выходить в свет с главным партнёром по фильму в рекламных целях не создаст мне этот образ. Я пытаюсь развивать его в студийном павильоне». По словам Хэннсберри, Хьюстон предприняла попытку найти свою актёрскую индивидуальность, когда в аренде на студии Warner Bros сыграла вторую главную женскую роль в фильме «Путь фламинго» (1949) . Стар отметила, что Джоан Кроуфорд, которой было уже за 40, смотрелась немного неуместно в главной роли молодой и наивной танцовщицы, однако, «в целом фильм хорошо сыгран, и затронул некоторые темы, которые актуальны и сегодня». Что же касается Хьюстон, то, как написал Ханс Воллстейн, в этой «классической мыльной опере она получила определённую актёрскую свободу». По словам Хэннсберри, у Хьюстон была «достойная роль испорченной богатой девушки, увлечённость мужа которой бывшей карнавальной танцовщицей (Кроуфорд), в конце концов, приводит к его самоубийству».
За этим фильмом последовала ещё одна роль в аренде, на этот раз на студии Columbia Pictures, в неплохом вестерне «Дулинсы из Оклахомы» (1949), где Хьюстон играла возлюбленную Рэндольфа Скотта, главаря одной из последних остававшихся разбойничьих банд на Юго-Западе США. По мнению Стар, «среди вестернов категории В „Дулинсы из Оклахомы“ выделяется как произведение высокого уровня. Актёрский состав очень хорош, особенно, Скотт в роли грабителя банков, который при этом может проявить доброту и сострадание к другим». В этой картине «Вирджиния сыграла типичную декоративную роль хорошей девушки».
Затем Хьюстон получила первую и единственную главную роль в карьере в криминальной драме студии Republic Pictures «Женщины из штаба» (1950). По мнению Хэннсберри, «к сожалению, этот фильм был смехотворной тратой времени, показав Хьюстон как жёсткую, но красивую женщину-суперкопа, которой удаётся одержать верх в серии сильно надуманных ситуаций». С другой стороны, Стар отметила, что фильм показал «расширение возможностей женщин в обществе, которые уже могут стать офицерами полиции. Как и многие полицейские фильмы, это не шедевр, но даже сама тема делает его интересным для просмотра. А Вирджиния Хьюстон, Барбара Фуллер и Фрэнсис Чарльз составляют ещё то трио!».
По мнению Хэннсберри, к этому времени «у Хьюстон уже накопилось несколько обращающих на себя внимание ролей, и казалось, что она уверенно идёт к звёздному статусу, который ей предсказывали после „Ноктюрна“. Однако в 1950 году её путь к славе был внезапно прерван, когда она попала в серьёзную автомобильную аварию и сломала спину», после чего было прикована к постели на длительный срок (по разным данным — от нескольких недель до года).
Вернувшись в кино, она стала 15-й актрисой, которая сыграла роль Джейн в приключенческом кино сериале про Тарзана. На этот раз фильм назывался «Тарзан в опасности» (1951), а заглавную роль в нём исполнил Лекс Баркер. Позднее Хьюстон рассказывала, что многие были удивлены тем, что ей дали роль в этом фильме, где она должна участвовать в таких трюках, как лазание по деревьям и езда на слонах. Однако сама Хьюстон осталась довольна: «Я бегала по джунглям практически босиком и носила короткое платье, чему был рад и мой врач». Откровенно обсуждая свои травмы с прессой, Хьюстон также рассказала, что авария оказала на неё влияние не только физически, но и психологически: «Сломанная спина — это ещё не всё. Кажется, моя нервная система также пострадала. Моё эмоциональное состояние на некоторое время было нарушено. Сейчас я в порядке, но врач говорит, что мне следует избегать сильных эмоциональных стрессов. А вы знаете, насколько просты эти сюжеты про Тарзана. Практически один экшн» . По словам Хэннсберри, сам фильм был «хорошо сделан и считается одним из лучших фильмов многолетнего киносериала о Тарзане». Он рассказывал о том, как Тарзан предотвращает план контрабандистов оружием натравить друг на друга два африканских племени. Однако по словам киноведа, в этой картине «Хьюстон затмила певица Дороти Дэндридж в роли королевы племени, которое спасает Тарзан». Стар также отметила, что фильм был качественно сделан и хорошо сыгран актёрами, но больше сказать про него нечего: «Объективно говоря, это был лишь очередной фильм про Тарзана, который не назовёшь выдающимся, но он и не был позорным в фильмографии Хьюстон».
Исторический приключенческий фильм «Разбойник» (1951) был мрачной киноверсией знаменитой поэмы Альфреда Нойеса, действие которой происходит в сельской Англии 18-го века. По словам Стар, в этой картине, «было всё, что нужно для приятного просмотра — трогательная трагическая история, приличные актёры и великолепный оператор… Такой фильм дети запомнят надолго». В том же году Хьюстон сыграла в низкобюджетном научно-фантастическом фильме студии Monogram «Полёт на Марс» (1951), который рассказывал о группе учёных, которые осуществляют жёсткую посадку на Марсе, сталкиваясь там жителями планеты, внешне не отличимыми от людей, которые планируют осуществить захват Земли ради её природных ресурсов. По мнению большинства критиков, это был «слабый проходной фильм», который «рекомендуется только самым ярым поклонникам жанра».
Вернувшись на родную студию RKO, Хьюстон сыграла в высококлассном фильме нуар «Рэкет» (1951). Главный интерес в этой картине, по мнению рецензента Variety, «составляет противостояние честного капитана полиции (Роберт Митчем) и гангстера (Роберт Райан), при этом оба актёра благодаря своей мощной и убедительной игре доминируют в картине». Хьюстон же сыграла в этой картине второстепенную роль беременной жены честного и усердного полицейского (Уильям Тэлман).
Год спустя Хьюстон сыграла ещё одну небольшую роль в своём последнем фильме нуар «Внезапный страх» (1952). В этом напряжённом, хорошо поставленном фильме Джоан Кроуфорд играет роль популярного драматурга и богатой наследницы Майры Хадсон, завладеть богатством которой решил начинающий актёр Лесли Блейн (Джек Пэланс). Он влюбил в себя Майру, а затем вместе со своей любовницей начал планировать её убийство, чтобы получить наследство в полном объёме. Однако Майра своевременно узнаёт о плане Лесли и разрабатывает план ответных действий против него и его любовницы. Как отметила Хэннсберри, Хьюстон сыграла в этом фильме малозначимую роль положительной и разумной секретарши Майры, «появляясь за весь фильм на экране не более чем на пять минут», и получая краткое упоминание в Variety, что её игра «в порядке». Это был последний фильм Хьюстон для студии RKO.
Два года спустя Хьюстон вернулась в Голливуд ради маленькой роли в шпионской комедии студии Paramount «Постучи по дереву» (1954) с Дэнни Кэем в главной роли, который стал её последней работой в кино. После этой картины Хьюстон появилась в качестве актрисы лишь раз в телесериале «Телевизионный театр „Форда“» (1954).

## Актёрское амплуа и оценка творчества
Как написал в 1946 году журналист Виктор Гансон, «Хьюстон была стройной блондинкой с голубыми глазами и феноменальным внешним сходством с Джоан Фонтейн». Хэннсберри также указывает на то, что на «Хьюстон часто обращали внимание из-за её сходства со звёздами Джоан Фонтейн и Кэрол Ломбард».
Стар отметила, что «красивая Хьюстон играла как правило анти-роковых женщин или хороших девушек в серии топовых фильмов нуар 1940—1950-х годов, достигнув приличного уровня узнавания». В биографии актрисы на сайте IMDb указывается, что она была «привлекательной актрисой конца 1940-х и начала 1950-х годов, которая играла незаметно, но украшала в качестве хорошей девушки фильмы нуар и приключенческие экшны». При этом, как заметил Воллстейн, «хотя Хьюстон сыграла в нескольких неплохих фильмах нуар, однако она всегда играла в них хороших девочек, а мало кто помнит хороших девочек из фильмов нуар».
По словам Хэннсберри, с самого начала своей голливудской карьеры Хьюстон играла в значимых фильмах. Позднее после автоаварии 1950 года, которая грозила завершить её кинокарьеру, у неё был краткий, но триумфальный камбэк. Хьюстон продемонстрировала очевидный талант в таких картинах, как «Ноктюрн» (1947), «Из прошлого» (1947) и «Путь фламинго» (1949), она также сыграла более скромные роли в таких значимых фильмах нуар, как «Рэкет» (1951) и «Внезапный страх» (1952). Её партнёрами были такие звёзды, как Джордж Рафт, Роберт Митчем и Джоан Кроуфорд. Однако, по мнению Хэннсберри, «возможно, лучше всего её помнят по роли 15-й подружки Тарзана». Как замечает Хэннсберри, «менее чем с 15 фильмами на протяжении девяти лет у Хьюстон была одна из самых кратких голливудских карьер после одного из самых многообещающих стартов». В 1953 году в одном из интервью Хьюстон говорила, что плохо вписывалась в лихорадочную голливудскую жизнь: «У меня сводило желудок и я не могла нормально есть. Иногда доходило до того, что я почти теряла сознание».

## Личная жизнь
В середине 1946 года Хьюстон некоторое время встречалась с молодым актёром Фрэнком Латимором, однако к концу года они расстались. В 1947 году Хьюстон влюбилась в кинозвезду Роберта Митчема, вместе с которым играла в фильме «Из прошлого». Митчем обладал очевидной мужской привлекательностью, и несмотря на жену и троих детей, вёл разгульный образ жизни, включавший алкоголь, наркотики и женщин. Хотя Митчем не обратил внимания на Хьюстон, встречаясь с более именитыми актрисами, Вирджиния была увлечена Робертом во время съёмок и даже некоторое время после их окончания. В дальнейшем частная жизнь Хьюстон практически никогда не попадала в газеты. Если о ней и писали, то только по причине её карьеры. Также часто отмечалось, что её мать и младший брат Рэнди жили вместе с ней.
В августе 1952 года Хьюстон вышла замуж за Мануса Пола Клинтона II, богатого торговца недвижимостью и ветерана Корейской войны. 3 сентября 1954 года Хьюстон родила дочь Памелу Энн, после чего окончательно ушла из кино и вместе с мужем переехала в Беверли-Хиллс. В начале 1960-х годов Хьюстон и Клинтон расстались. Вирджиния больше не вышла замуж и прожила до конца жизни в Беверли-Хиллс.

## Смерть
Вирджиния Хьюстон умерла 28 февраля 1981 года в Санта-Монике, Калифорния, от рака. Ей было 55 лет.

## Фильмография
| Год       |   | Русское название            | Оригинальное название       | Роль                                    |
| --------- | - | --------------------------- | --------------------------- | --------------------------------------- |
| 1946      | ф | Начиная с этого дня         | From This Day Forward       | эпизодическая роль (в титрах не указана |
| 1946      | ф | Бамбуковая блондинка        | The Bamboo Blonde           | эпизодическая роль (в титрах не указана |
| 1946      | ф | Ноктюрн                     | Nocturne                    | Кэрол Пейдж                             |
| 1947      | ф | Из прошлого                 | Out of the Past             | Энн                                     |
| 1949      | ф | Путь фламинго               | Flamingo Road               | Аннабель Велдон                         |
| 1949      | ф | Дулинсы из Оклахомы         | The Doolins of Oklahoma     | Элейн Бёртон                            |
| 1950      | ф | Женщины из штаба            | Women from Headquarters     | Джойс                                   |
| 1951      | ф | Тарзан в опасности          | Tarzan's Peril              | Джейн                                   |
| 1951      | ф | Человек на шоссе            | The Highwayman              | леди Эллен Дуглас                       |
| 1951      | ф | Рэкет                       | The Racket                  | Люси Джонсон                            |
| 1951      | ф | Полёт на Марс               | Flight to Mars              | Кэрол Стаффорд                          |
| 1952      | ф | Ночной этап в Глэвстон      | Night Stage to Galveston    | Энн Беллами                             |
| 1952      | ф | Внезапный страх             | Sudden Fear                 | Энн Тейлор                              |
| 1953—1954 | с | Телевизионный театр «Форда» | The Ford Television Theatre | разные роли (3 эпизода)                 |
| 1952      | ф | Стучи по дереву             | Knock on Wood               | Одри Грин                               |